# Per Elisa (Alice)
Per Elisa è una canzone di Alice, vincitrice del 31º Festival di Sanremo; la musica fu composta dal duo Battiato-Pio,  il testo da Battiato e da Alice. Il 45 giri raggiunse il primo posto nella hit parade; successivamente la canzone fu inserita nell'album omonimo della cantante.

## Pubblicazioni
Il brano, inizialmente destinato a Giuni Russo, venne pubblicato dalla EMI in Italia e nei Paesi Bassi su un singolo a 45 giri con il brano Non devi avere paura come lato B; venne pubblicato anche in Germania ma con un diverso lato B, Bael. Venne pubblicato anche in Francia, Portogallo e Svizzera.

## Testo
Il testo è composto in antitesi alla famosa bagatella di Beethoven conosciuta proprio come Per Elisa, il cui tema ricorre nell'incipit della canzone: ma se la famosa melodia classica è teneramente affettuosa, la canzone pop/rock è graffiante e irruente contro "Elisa". 
Elisa è una donna, descritta come l'amante che ha portato via il compagno ad un'altra, che le serba rancore e invidia: il testo ruota su come Elisa sia riuscita a plagiare l'uomo facendogli fare qualsiasi cosa: "e poi non è nemmeno bella!" dichiara con gelosia la protagonista che mette in guardia l'uomo dalle grinfie di Elisa, che gli ha "preso anche la dignità".
Il testo aggressivo si adattava alla voce cupa ed all'immagine di donna sicura di sé di Alice all'epoca, che nonostante l'agguerrita concorrenza (al secondo posto si classificò Maledetta primavera di Loretta Goggi) vinse il Festival di Sanremo 1981, vittoria che le aprì anche la strada per il successo prima italiano e poi europeo.
In quegli anni, nel pieno della crisi europea da eroinomania, si diffuse la lettura secondo cui Elisa simboleggiasse l'eroina, e la canzone fosse quindi una riflessione sulla tossicodipendenza: in tale veste la canzone compare ad esempio in una scena del film Amore tossico, cantata dai personaggi principali durante un viaggio in auto. Tuttavia la stessa Alice ha dichiarato che la canzone venne scritta pensando a una donna, non a un simbolo di qualcos'altro, e che nonostante ciò era contenta che la canzone avesse potuto aiutare nella battaglia contro la tossicodipendenza, come le veniva scritto in molte lettere in quegli anni.

## Versioni
Esiste un'altra versione di Per Elisa, sempre cantata da Alice ma riarrangiata e pubblicata nel disco Personal juke box del 2000.
Nel 2004 la cantautrice Marian Trapassi ha reinterpretato il brano per l'album Marian Trapassi.
Nel 2008 la cover di Per Elisa, eseguita dal gruppo musicale Aram Quartet, è stata pubblicata nella compilation X Factor Compilation 2008 della prima edizione di X-Factor ed ha ottenuto successo commerciale raggiungendo la 6ª posizione della Top Singoli.
Nel 2013 la canzone è stata eseguita, in duetto da Annalisa con Emma, al Festival di Sanremo 2013, durante la quarta serata Sanremo Story.